# Тролльхетте-канал
Тролльхетте-канал (швед. Trollhätte kanal) — судоходный канал в Швеции, соединяющий озеро Венерн в Венерсборге с проливом Каттегат в Гётеборге. Канал был официально открыт в 1800 году. В 2004 году он был объявлен национальным монументом Швеции
Тролльхетте-канал вместе Гёта-каналом и озером Венерн образуют водный путь длиной 390 км, известный как «Голубая лента Швеции» (швед. Sveriges Blå Band), так как он, пересекая территорию Швеции, соединяет Северное море с Балтийским.
Существует заблуждение, что весь этот водный путь и есть Гёта-канал, и, таким образом Тролльхетте-канал это часть Гёта-канала. В действительности же эти оба канала совершенно отдельные обособленные системы.

## Описание
Длина Тролльхетте-канала — 82 км, однако в основном он проходит по естественному руслу реки Гёта-Эльв.
Только 3 участка канала, общей длиной около 10 км, проложены по искусственному руслу.
На участках искусственного русла канала находятся 6 шлюзов:
- Бринкебергскулле (Brinkebergskulle) находится на верхнем участке канала, который проходит через город Венерсборг и выходит непосредственно в озеро Венерн
- Твоан (Tvåan — второй) — ниже по течению, у города Тролльхеттан
- Слусстраппан (Slusstrappan — лестница шлюзов) — каскад из трёх шлюзов, следует непосредственно за шлюзом Твоан
- Стрём (Ström — река, поток) — у города Лилла-Эдет[швед.]